# Onthophagus turbatus
Onthophagus turbatus é uma espécie de inseto do género Onthophagus, família Scarabaeidae, ordem Coleoptera.
Foi descrita cientificamente por Walker em 1858.